# Stylomesus sarsi
Stylomesus sarsi is een pissebed uit de familie Ischnomesidae. De wetenschappelijke naam van de soort is voor het eerst geldig gepubliceerd in 2003 door Kelly L. Merrin & Gary C.B. Poore.